# Anh đào Bing

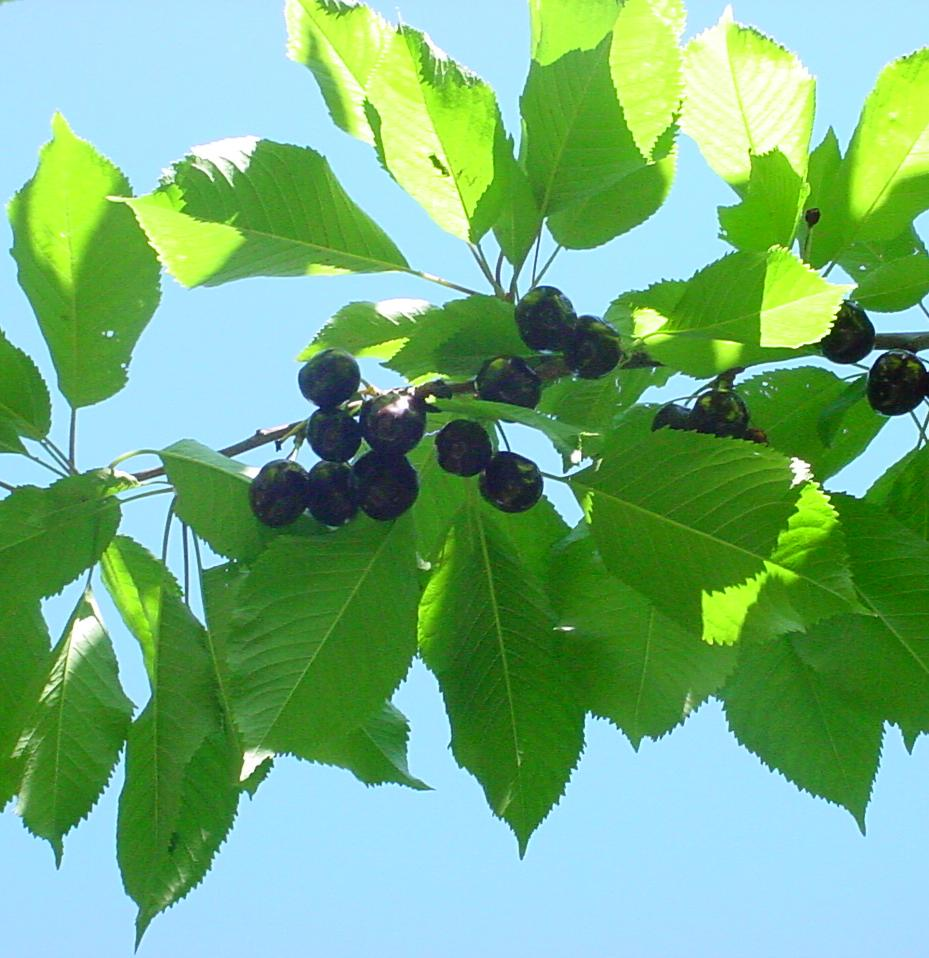
Cành cây Cherry Bing

Bing là một giống cây anh đào hoang dã và có vị ngọt (Prunus avium) có nguồn gốc ở Tây Bắc Thái Bình Dương, ở Milwaukie, Oregon, Hoa Kỳ. Bing vẫn là một giống cây trồng chính ở Oregon, Washington, California, Wisconsin  và British Columbia. Đây là giống anh đào ngọt được sản xuất nhiều nhất ở Hoa Kỳ.

## Lịch sử
Giống cây này được tạo ra như một mảnh ghép lai từ anh đào Cộng hòa Đen vào năm 1875 bởi nhà làm vườn Oregon Seth Lewelling và quản đốc người Trung Quốc sống ở Mãn Châu là ông Ah Bing, tên của cây được đặt tên theo tên của ông.
Ah Bing được cho là sinh ra ở Trung Quốc và di cư sang Mỹ vào khoảng năm 1855. Ông làm việc như một quản đốc trong vườn cây ăn quả của gia đình Lewelling ở Pốt-len trong khoảng 35 năm, giám sát các công nhân khác và chăm sóc cây. Ông trở lại Trung Quốc vào năm 1889 để thăm gia đình. Do những hạn chế của Đạo luật Loại trừ của Trung Quốc năm 1882, ông không bao giờ quay trở lại Hoa Kỳ. Các nguồn tin không đồng ý về việc Ah Bing có chịu trách nhiệm phát triển giống cây trồng hay không, hay nó được phát triển bởi Lewelling và được đặt tên theo danh dự của Bing do anh ta phục vụ lâu dài với tư cách là quản đốc vườn cây.

## Sản xuất làm vườn
Anh đào Bing được sử dụng gần như dành riêng cho thị trường tươi. Bings là những quả anh đào có kích thước lớn, màu tối và chắc, dễ dàng vận chuyển, nhưng sẽ nứt ra nếu tiếp xúc với mưa khi gần thời điểm thu hoạch. Khí hậu mùa hè khô là cần thiết cho việc thu hoạch anh đào bing, khiến chúng thích nghi đặc biệt với khí hậu của Tây Bắc Thái Bình Dương và California.

## Sức khỏe
Anh đào Bing có nhiều chất chống oxy hóa. Một nghiên cứu của Bộ Nông nghiệp Hoa Kỳ cho thấy rằng quả anh đào Bing tươi có thể giúp những người bị viêm khớp và bệnh gút. Tuy nhiên, Cục Quản lý Thực phẩm và Dược phẩm Hoa Kỳ cảnh báo rằng đây là những tuyên bố chưa được chứng minh.